# ماوريسيو غوميز
ماوريسيو غوميز (بالإسبانية: Mauricio Gómez)‏ (5 مارس 1989 في تشيلي - ) هو لاعب كرة قدم تشيلي في مركز الدفاع. شارك مع منتخب تشيلي لكرة القدم. أما مع النوادي، فقد لعب مع أتليتيكو رافائيلا ومونتيفيديو واندررز ونادي أونيفرسيداد دي تشيلي وسانتياغو مورنينغ ‏ وديبورتيفو نوبلينس ‏ وDeportes Temuco ‏ ورينجرز دي تالكا وأونيفرسيداد دي كونسيبسيون ‏.

## وصلات خارجية
- ماوريسيو غوميز على موقع إي إس بي إن إف سي (الإنجليزية)
- ماوريسيو غوميز على موقع قاعدة بيانات كرة القدم.إي يو (الإنجليزية)
- ماوريسيو غوميز على موقع Soccerway.com (الإنجليزية)